# ليوبولدو لابورد
ليوبولدو لابورد (بالإسبانية: Leopoldo Laborde)‏ هو كاتب سيناريو ومخرج مكسيكي، ولد في 6 نوفمبر 1970.

## وصلات خارجية
- ليوبولدو لابورد على موقع IMDb (الإنجليزية)
- ليوبولدو لابورد على موقع أول موفي (الإنجليزية)
- ليوبولدو لابورد على موقع قاعدة بيانات الفيلم (الإنجليزية)
- ليوبولدو لابورد على موقع كينوبويسك (الروسية)